# Lausanne International 1994
Die Lausanne International 1994 im Badminton fanden Mitte Oktober 1994 in Lausanne statt.

## Die Sieger und Platzierten
| Disziplin    | Gold                          | Silber                         | Bronze                                |
| ------------ | ----------------------------- | ------------------------------ | ------------------------------------- |
| Herreneinzel | Daniel Eriksson               | Pawel Uwarow                   | Imay Hendra                           |
| Herreneinzel | Daniel Eriksson               | Pawel Uwarow                   | Steve Isaac                           |
| Dameneinzel  | Diana Koleva                  | Brenda Conijn                  | Tracey Hallam                         |
| Dameneinzel  | Diana Koleva                  | Brenda Conijn                  | Emma Constable                        |
| Herrendoppel | James Anderson Ian Pearson    | Steve Bish Imay Hendra         | Lawrence Chew Si Hock Jorge Rodríguez |
| Herrendoppel | James Anderson Ian Pearson    | Steve Bish Imay Hendra         | Magnus Jansson Stellan Österberg      |
| Damendoppel  | Amanda Carter Nicole Gordon   | Susan Barbour Rebecca Pantaney | Tracey Hallam Santi Wibowo            |
| Damendoppel  | Amanda Carter Nicole Gordon   | Susan Barbour Rebecca Pantaney | Brenda Conijn Bianca Hilberink        |
| Mixed        | James Anderson Emma Constable | Pawel Uwarow Diana Koleva      | Robbert de Kock Santi Wibowo          |
| Mixed        | James Anderson Emma Constable | Pawel Uwarow Diana Koleva      | Ian Pearson Sarah Hardaker            |